# Sphaerocera longipes
Sphaerocera longipes är en tvåvingeart som beskrevs av Richards 1951. Sphaerocera longipes ingår i släktet Sphaerocera och familjen hoppflugor.
Artens utbredningsområde är Etiopien. Inga underarter finns listade i Catalogue of Life.